# 帕里奥内
帕里奥内（義大利語：Parione）是罗马的第六区。

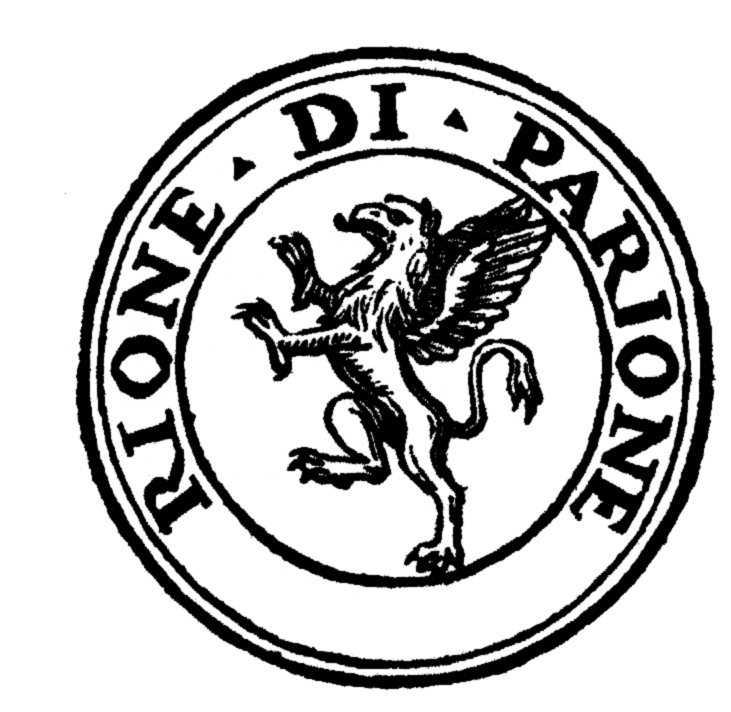
区徽

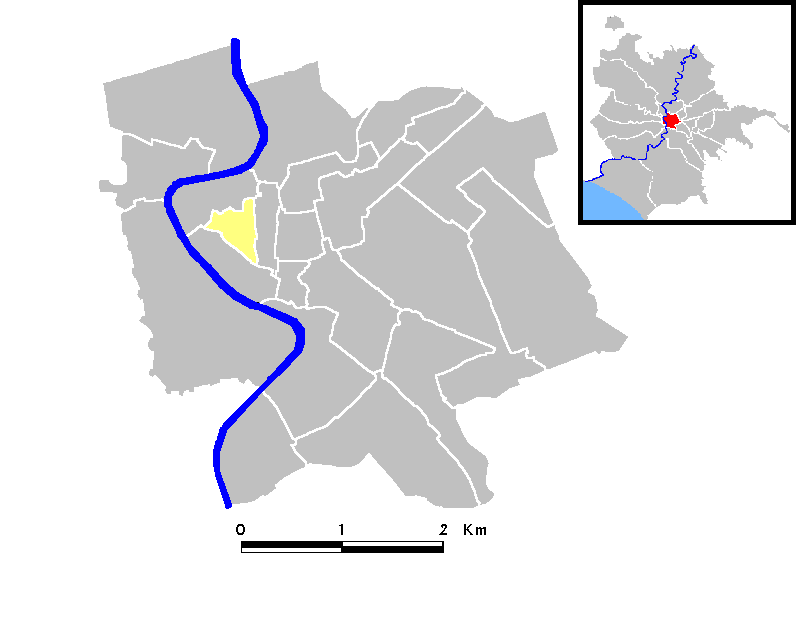
地图

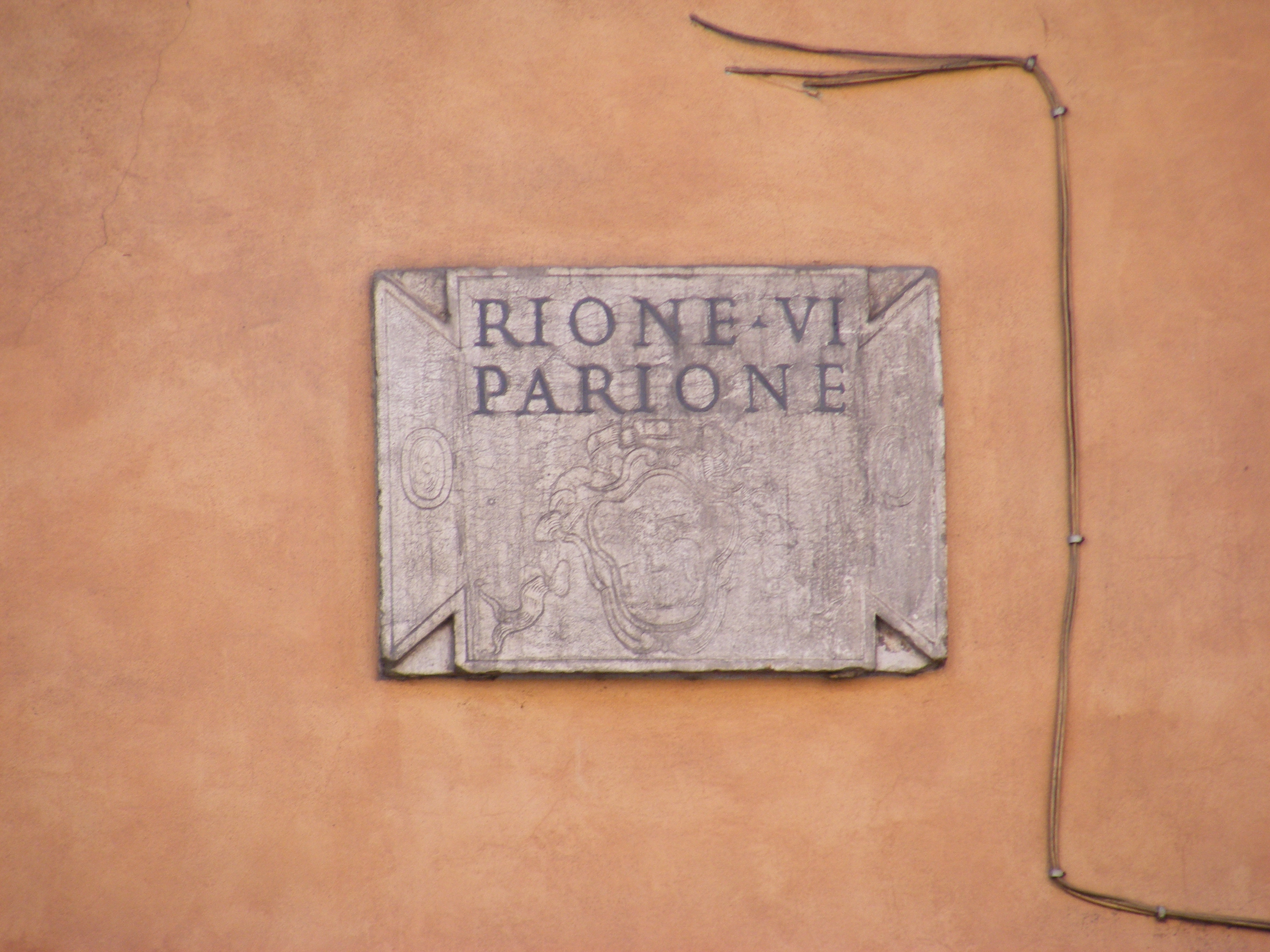
挂牌

它的名字来自一个事实，该地区曾经有巨大的的古城墙，也许属于图密善竞技场；人们为这道墙起的绰号是“大墙”（Parietone）。其标志是希腊神话中鹰头狮身的生物格里芬，作为自豪感和贵族的象征。
从1200年起，该区人口保持增长，到1400年，由于铺设鲜花广场，该区很快成为一个重要的经济中心。 
西斯都四世时期（1471年至1484年），该区典型的中世纪混乱的面貌消失了，代之以清洁，整齐，典型的文艺复兴的特征。修复建筑，拓宽街道，新建了西斯都桥连接特拉斯提弗列和帕里奥内，改善该地区的品质。
由于这些更新，在1400年和1500年之间城市化加速了。在同一时期，一些艺术家被要求更新大型建筑物的立面，这一习惯形成于意大利北部，并在本期间内蔓延。1500年，大部分商业活动最慢从鲜花广场转移到更为宽阔的纳沃纳广场。
1600年，由于济安·贝尼尼, 博罗米尼和伯拉孟特的作品，纳沃纳广场的外观大为改变。
从这个时期直到1870年罗马成为意大利首都，该区没有发生重大的变化，但开通了維托里奥·埃马努埃莱二世大街，这条大街呈波状线型，以让开已经存在的宫殿。

## 教堂
- 新堂 (罗马)（小谷圣母）
- 圣母圣心堂 (罗马)
- 圣依搦斯蒙难堂